# Saison 1 de Resurrection
Chronologie
Saison 2
Cet article présente le guide des épisodes de la première saison de la série télévisée américaine Resurrection.

## Généralités
- Le 10 mai 2013, la série a été officiellement commandée par le réseau ABC[1].
- Au Canada, la série est diffusée en simultané sur Citytv[2].

## Distribution

### Acteurs principaux
- Omar Epps : J. Martin Bellamy
- Frances Fisher : Lucille Langston
- Matt Craven : Fred Langston
- Devin Kelley : Maggie Langston
- Mark Hildreth (en) : Pasteur Tom Hale
- Samaire Armstrong : Elaine Richards
- Sam Hazeldine : Caleb Richards
- Landon Gimenez : Jacob Langston
- Kurtwood Smith : Henry Langston

### Acteurs récurrents et invités
- Nicholas Gonzalez : Connor Cuesta
- Veronica Cartwright : Helen Edgerton
- Kathleen Munroe : Rachael Braidwood, ex-petite amie de Tom
- James Tupper : Dr Eric Ward

## Épisodes

### Épisode 1:Seconde vie
- États-Unis /  Canada : 9 mars 2014 sur ABC[3] / Citytv
- Belgique :  23 décembre 2015 sur RTL-TVI[4]
- Québec : 8 janvier 2018 sur MAX[5]

- États-Unis : 13,90 millions de téléspectateurs[6] (première diffusion)
- Canada : 1,513 million de téléspectateurs[7](première diffusion + différé 7 jours)

- Nicholas Gonzalez (Deputy Connor Cuesta)
- Travis Young (Ray Richards)
- Joe Knezevich (young Henry)
- Claire Bronson (young Lucille)
- April Billingsley (Barbara)
- Walker Harris (young Tom Hale)
- Yulu Tian (the Chinese Man)
- Hong Ring Sun (the Chinese woman)
- Nick Morris (the tattooed man)
- Adam Boyer (the bald man)
- Karen Ceesay (the nurse)
- Michael H. Cole (the attaché)

### Épisode 2:Déterrer le passé
- États-Unis /  Canada : 16 mars 2014 sur ABC / Citytv
- Belgique :  23 décembre 2015 sur RTL-TVI
- Québec : 15 janvier 2018 sur MAX

- États-Unis : 11,25 millions de téléspectateurs[8] (première diffusion)
- Canada : 1,098 million de téléspectateurs[9] (première diffusion + différé 7 jours)

- Veronica Cartwright (Helen Edgerton)
- Ned Bellamy (Samuel Catlin)
- Tamlyn Tomita (Dr Toni Willis)
- Travis Young (Ray Richards)
- Jason Saucier (Dale Getheard)
- Naomi Lavette (desk clerk Tina)
- Dwayne Boyd (Officer Bobby)
- Matthew Wingfield Sligh (Eddie)

### Épisode 3:La rivière
- États-Unis /  Canada : 23 mars 2014 sur ABC / Citytv
- Belgique :  30 décembre 2015 sur RTL-TVI
- Québec : 22 janvier 2018 sur MAX

- États-Unis : 9,51 millions de téléspectateurs[10] (première diffusion)

- Veronica Cartwright (Helen Edgerton)
- Kathleen Munroe (Rachael Braidwood)
- Ned Bellamy (Samuel Catlin)
- Travis Young (Ray Richards)
- Jason Saucier (Dale Getheard)
- Kevin Sizemore (Gary Humphrey)
- Joe Knezevich (young Henry)
- Ellen Wall (the bartender)
- Matthew Wingfield Sligh (Eddie)

### Épisode 4:Seuls contre le reste du monde
- États-Unis /  Canada : 30 mars 2014 sur ABC / Citytv
- Belgique :  30 décembre 2015 sur RTL-TVI
- Québec : 29 janvier 2018 sur MAX

- États-Unis : 8,39 millions de téléspectateurs[11] (première diffusion)
- Canada : 715 000 téléspectateurs[12]

- Veronica Cartwright (Helen Edgerton)
- Kathleen Munroe (Rachael Braidwood)
- Lori Beth Sikes (Janine Hale)
- Ned Bellamy (Samuel Catlin)
- Travis Young (Ray Richards)
- Jason Saucier (Dale Getheard)
- Kevin Sizemore (Gary Humphrey)

### Épisode 5:Insomnies
- États-Unis /  Canada : 6 avril 2014 sur ABC / Citytv
- Belgique :  6 janvier 2016 sur RTL-TVI
- Québec : 5 février 2018 sur MAX

- États-Unis : 8,05 millions de téléspectateurs[13] (première diffusion)
- Canada : 612 000 téléspectateurs[12]

- Kathleen Munroe (Rachael Braidwood)
- Lori Beth Sikes (Janine Hale)
- Jason Alexander Davis (the deputy)
- Kyle Beasley (the boy from Bellamy's dream)

### Épisode 6:Chez soi
- États-Unis /  Canada : 13 avril 2014 sur ABC / Citytv
- Belgique :  6 janvier 2016 sur RTL-TVI
- Québec : 12 février 2018 sur MAX

- États-Unis : 7,46 millions de téléspectateurs[14] (première diffusion)
- Canada : 631 000 téléspectateurs[12]

- James Tupper (Dr Eric Ward)
- Veronica Cartwright (Helen Edgerton)
- Kathleen Munroe (Rachael Braidwood)
- Tamlyn Tomita (Dr Toni Willis)
- Lori Beth Sikes (Janine Hale)
- Gary Weeks (en) (Det. Andrew Chartman)
- Travis Young (Ray Richards)
- Kevin Sizemore (Gary Humphrey)
- Michael Harding (Paul Thorton)
- Christopher Berry (Dept. Carl Enders)
- Matthew Cornwell (Stanley)

### Épisode 7:Les ruses du diable
- États-Unis /  Canada : 27 avril 2014 sur ABC / Citytv
- Belgique :  13 janvier 2016 sur RTL-TVI
- Québec : 19 février 2018 sur MAX

- États-Unis : 7,85 millions de téléspectateurs[15] (première diffusion)
- Canada : 561 000 téléspectateurs[12]

- James Tupper (Dr Eric Ward)
- Kathleen Munroe (Rachael Braidwood)
- Ned Bellamy (Sam Catlin)
- April Billingsley (Barbara Langston)
- Gary Weeks (en) (Deputy Andrew Chartman)
- Kevin Sizemore (Gary Humphery)
- Christopher Berry (Deputy Carl Enders)
- Michael Harding (Paul Thornton)
- Jwaundace Candece (en) (Mrs. Camille Thompson)
- Shawn Shepard (Mr. Wallace Thompson)
- Nadej Bailey (Jenny Thompson)
- Ashlee Payne (Polly Humphery)
- Victor Cordova (Bob Clark)
- Avis-Marie Barnes (Sharon)
- Tracy Goode (Sheriff Deputy #1)
- Gabriel Davis (Sheriff Deputy #2)
- Garrett Kruithof (Confused Man)
- Kristin Erickson (Server)
- Dane Davenport (Korean War Officer)

### Épisode 8:Séparés
- États-Unis /  Canada : 4 mai 2014 sur ABC[16] / Citytv
- Belgique :  13 janvier 2016 sur RTL-TVI
- Québec : 26 février 2018 sur MAX

- États-Unis : 8,21 millions de téléspectateurs[17] (première diffusion)
- Canada : 648 000 téléspectateurs[12]

- James Tupper (Dr Eric Ward)
- Kathleen Munroe (Rachael Braidwood)
- Veronica Cartwright (Helen Edgerton)
- Kevin Sizemore (Gary Humphrey)
- Christopher Berry (Deputy Carl Enders)
- Michael Harding (Paul Thornton)
- Katherine Willis (en) (Kimberly)
- Jwaundace Candece (en) (Mrs. Camille Thompson)
- Shawn Shepard (Mr. Wallace Thompson)
- Nadej Bailey (Jenny Thompson)
- Tamlyn Tomita (Dr Toni Willis)
- Lori Beth Sikes (Janine Hale)
- April Billingsley (Barbara Langston)
- Gary Weeks (en) (Deputy Andrew Chartman)
- Mike Pniewski (Colonel Austryn Everest Stone)
- Eduardo Gonzalez (Deputy Gonzalez)
- Jason Alexander Davis (Deputy)
- Tiffany Morgan (Eva)
- Stevie Ray Dallimore (Lt. Charles Kellerman)
- Brandon Gregory (Solider #1)

## Audiences aux États-Unis
| N° d'épisode | Titre original       | Titre français                 | Chaîne | Date de diffusion originale | Audience (en millions de téléspectateurs) | Pdm sur les 18-49 ans |
| ------------ | -------------------- | ------------------------------ | ------ | --------------------------- | ----------------------------------------- | --------------------- |
| 1            | The Returned         | Seconde vie                    | ABC    | 9 mars 2014                 | 13.90                                     | 3.8                   |
| 2            | Unearth              | Déterrer le passé              | ABC    | 16 mars 2014                | 11.25                                     | 3.1                   |
| 3            | Two Rivers           | La rivière                     | ABC    | 23 mars 2014                | 9.51                                      | 2.5                   |
| 4            | Us Against the World | Seuls contre le reste du monde | ABC    | 30 mars 2014                | 8.39                                      | 2.4                   |
| 5            | Insomnia             | Insomnies                      | ABC    | 6 avril 2014                | 8.05                                      | 2.2                   |
| 6            | Home                 | Chez soi                       | ABC    | 13 avril 2014               | 7.46                                      | 2.1                   |
| 7            | Schemes of the Devil | Les ruses du diable            | ABC    | 27 avril 2014               | 7.85                                      | 1.9                   |
| 8            | Torn Apart           | Séparés                        | ABC    | 4 mai 2014                  | 8.21                                      | 2.1                   |